# Protoiurus asiaticus
Genre
Espèce
Synonymes
- Iurus dufoureius asiaticus Birula, 1903

Protoiurus asiaticus, unique représentant du genre Protoiurus, est une espèce de scorpions de la famille des Iuridae.

## Distribution
Cette espèce est endémique de Turquie. Elle se rencontre dans les provinces de Mersin, de Niğde, de Kahramanmaraş, d'Adana et d'Adıyaman.

## Description
Les mâles mesurent de 72,90 à 84,05 mm et les femelles de 80,80 à 88,15 mm.

## Systématique et taxinomie
Cette espèce a été décrite sous le protonyme Iurus dufoureius asiaticus par Birula en 1903. Elle est élevée au rang d'espèce par Francke en 1981. Elle est placée dans le genre Protoiurus par Soleglad, Fet, Kovařík et Yağmur en 2012.
Ce genre a été décrit par Soleglad, Fet, Kovařík et Yağmur en 2012 dans les Iuridae.

## Étymologie
Son nom d'espèce lui a été donné en référence au lieu de sa découverte, l'Asie.

## Publications originales
- Birula, 1903 : « Miscellanea scorpiologica V. Ein Beitrag zur Kenntnis der Scorpionenfauna der Insel Kreta. » Annuaire du Musée Zoologique de l'Académie Impériale des Sciences de Saint-Pétersbourg, vol. 8, p. 295–299.
- Soleglad, Fet, Kovařík & Yağmur, 2012 : « Etudes on Iurids, V. Further Revision of Iurus Thorell, 1876 (Scorpiones: Iuridae), with a Description of a New Genus and Two New Species. » Euscorpius, no 143, p. 1–170 (texte intégral).